# Shijōnawate
Shijōnawate (四條畷市?) è una città giapponese della prefettura di Ōsaka.